# Audouinella
Audouinella es un género de algas rojas extensamente distribuido, encontrado en aguas dulces y marinas. Crece como pequeños mechones de filamentos de color rojo, pardo o negro sobre cualquier superficie sólida, incluyendo los bordes de hojas de lento crecimiento. Es tolerante a niveles altos de polución y acidez y se nutre de la disolución de fosfatos y nitratos. Se reproduce por medio de esporas.
La forma conocida como Black Brush Algae es una molestia en los acuarios puesto que pocos peces,incluidos aquellos considerados alguívoros las comen.